# Iteuil
Iteuil település Franciaországban, Vienne megyében. Lakosainak száma 2989 fő (2022. január 1.). Iteuil Aslonnes, Ligugé, Marçay, Roches-Prémarie-Andillé, Smarves és Vivonne községekkel határos.

## Népesség
A település népességének változása:
| Lakosok száma | 2853 | 2906 | 2975 | 2940 | 2954 | 2966 | 2974 | 2981 | 2989 |
|               | 2013 | 2015 | 2016 | 2017 | 2018 | 2019 | 2020 | 2021 | 2022 |